# Magyar radikális jobboldal
A magyar radikális jobboldal (más néven nemzeti radikálisok) a nemzeti radikalizmus ideológiájának magyar nemzetre vonatkozó változatát valló személyek és politikai szervezetek. Sajátos vonásai miatt, maga az ideológia elkülöníthető mind az ultranacionalizmustól, mind a hungarista-neonáci irányzatoktól, ugyanakkor tagjai szempontjából többnyire átfedést mutatnak. A magyarországi és határon túli magyarok körében egyaránt akadnak támogatói. Az ideológiához a 2000-es évek szubkultúrája is társult.

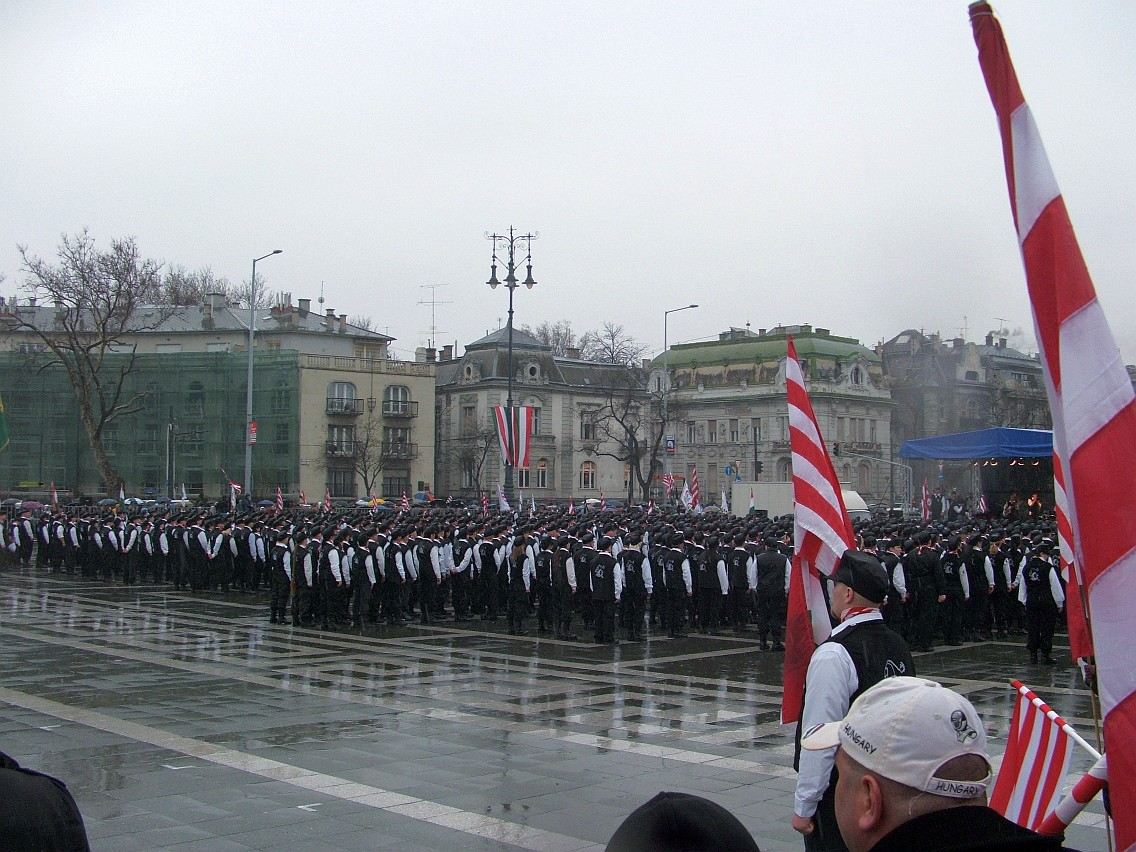
A Magyar Gárda új tagjainak avatása 2009-ben

## Öndefiníciós ambivalencia
Az országos politikában részt venni szándékozó, önmagukat "nemzeti radikálisként", illetve "harmadikutasként" definiáló szervezetek, a szalonképességük megőrzése érdekében, médianyilatkozataikban gyakran elhatárolják magukat a "szélsőjobboldaltól", miközben tagságuk és vezetőik homofób, transzfób, antiszemita, rasszista, xenofób, migrációellenes, nacionalista, revizionista és egyéb kirekesztő megnyilvánulásai arra engednek következtetni, hogy személyes világnézetük korántsem mutat éles elhatárolódást.
A nemzeti radikálisok magukat általában jobboldalinak, vagy harmadik utasnak tartják, közös ideológiájuk azonban nincs. Valamennyien erősen nacionalisták, ultrakonzervatívak és patrióták – sokuktól nem idegen az irredentizmus és/vagy a területi revizionizmus sem. Nagy többségük a nemzetek keresztény Európájában hisz, nézetrendszerében a keresztényszocializmus és egyéb kereszténységből kiinduló világnézeti elemek gyakoriak.
Egy részük különböző, ősmagyar vagy hun, vagy e kettőből kevert motívumokhoz (is) kötődnek, mely többnyire nem jelent valós (új)pogány vallási kötődést (és/vagy a kereszténység megtagadását), csupán a „történelmi folytonosság-tudat” és a magyar nép ősi jellegének hangsúlyozását. Egy részük pedig valóban, a történelmi ismereteket többnyire saját elképzeléseikkel, vagy más vallásokkal (jellemzően a kereszténységgel) keverve különböző, sajátos sámánista vallást, vallásokat kreálnak és/vagy gyakorolnak, mint például a Magyarországon bejegyzett és törvényesen működő Ősmagyar Táltos Egyház.

## Definíciós problémák
A politikai elit, a fősodratú média általában és – nem kis részben az előbbiek hatására – a közvélekedés jelentős részben (például Sólyom László volt köztársasági elnök is) a „radikális” és a „szélsőséges” szavakat gyakran szinonimaként használják, ezzel mintegy el nem ismerve a szélsőjobboldal és a radikális jobboldal közötti különbségek létezését, mellyel a nemzeti radikálisok meghatározzák magukat. A „radikálisok” értelemszerűen ezt a felfogást élesen elutasítják, mert szerintük ez egy kalap alá veszi őket a neonáci vagy az újnyilas szervezetekkel. A neonáci, hungarista szervezetek is kinyilvánították elkülönültségüket a nemzeti radikálisoktól. Ugyanakkor, tanulmányok sora tárta fel, hogy ez az éles, önérzetes elkülönülés inkább csak a nyilatkozatok szintjén jellemző és a valóságban a nemzeti radikális és szélsőjobboldali mozgalmak mind ideológiájukat, mind tagságukat, mind akcióikat, továbbá kapcsolati hálózatukat tekintve is jelentős átfedést mutatnak.
A nemzeti radikálisok elutasítják a politika bal- és jobboldal mentén történő felosztását, ehelyett nemzeti - globalista törésvonal mentén szemlélik a politikát, önmagukat nemzeti erőként megnevezve. Megkülönböztetik a fasiszta és neonáci irányzatoktól magukat, melyek nézetrendszere és külsőségeik is markánsan különböznek a nemzeti radikálisokéitól. A „szélsőséges” jelzőt általában magukra nézve sértőnek tekintik.
A politológusok között sincs azonban egyetértés. Lánczi András a MIÉP-et például nem tekinti szélsőjobboldalinak, hanem egyszerűen nacionalistának, Donáth László viszont nemzeti szocialista pártnak tartotta. Kiss Viktor szerint „...a radikális jobboldalról egész másképp kellene gondolkodni, mint eddig, és nem szabadna továbbra is összemosni a neonáci-hungarista irányzatokat az úgynevezett jobboldali vagy nemzeti radikalizmussal...” Stumpf István egy rádióinterjúban radikális, de nem szélsőséges pártként jellemezte a Jobbikot. Török Gábor szerint sem lehet a Jobbikot szélsőséges pártnak tekinteni. Kéri László ugyanakkor 2009-ben megkérdőjelezte, hogy valójában kimeríthető-e a Jobbik jellemzése a nemzeti radikális jelzővel. Ungváry Rudolf már neonyilas pártnak címkézte a Jobbikot. Gerő András 2010-ben erőszakos nemzeti bolsevik pártként jellemezte. Tamás Gáspár Miklós hazugnak (sic!) tartotta a nemzeti bolsevik elnevezést, s a posztfasiszta elnevezés mellett szállt síkra, elvetve mind a radikális, mind a szélsőséges jelzőket. A magyar radikális jobboldal létjogosultságát nem ismerte el, a tagjait fasisztának, az önmeghatározásukat pedig álcázásnak tartotta.

## Nemzeti radikalizmus a múltban
A nemzeti radikalizmus a 19. század második felében (tehát a szabadságharc utáni) Magyarországon az 1848-as politikai eszmék, vívmányok újra bevezetését szorgalmazókat jelölte, azaz az ország politikai berendezkedésének teljes, radikális átalakítását a nacionalista eszmerendszer szerint, de általánosságban 48-as alapokon. Közülük is a „49-esek” voltak a legradikálisabbak, vagyis azok, akik a szabadságharc legvégén, azaz 1849-ben, a világosi fegyverletétel előtti utolsó politikai állapotokat (Habsburg trónfosztás, osztrák-magyar perszonálunió felbontása, Magyarország köztársasággá alakítása stb.) kívánták megvalósítani (őket gúnyolták „Kossuth-hívőknek” is). A 48-asok (avagy függetlenségiek) többféle irányzatra bomlottak mindvégig számtalan törésvonal mentén (lásd: 47-es, 48-as, 49-es és 67-es pártok). Közös jellemzőjük volt a magyarosítás politikájának szorgalmazása, a magyar „kultúrfölény” érvényesítése az élet minden területén (tehetségtől függetlenül, származási alapon), akár a nemzetiségek elnyomása, erőszakos magyarosítása árán is, ami gyakran csapott át (pl. Bánffy Dezső és az Új Párt) egyenesen sovinizmusba. Ez akkoriban ritkán párosult zsidógyűlölettel, vagy a manapság csatolt egyéb gondolatokkal, például a tiszaeszlári vérvádban a megvádolt zsidók védőügyvédje, Eötvös Károly maga is ilyen nézeteket vallott, Bánffy Új Pártjának legelső tagjai közt volt. A korban őket a baloldalra sorolták. Az 1848-49-es forradalom utáni legelső ilyen radikális politikai formáció például szélsőbal néven szerveződött meg a mérsékelt Határozati Párt (majd az ebből lett Balközép Párt) platformjaként. A radikális irányzat egyik legemblematikusabb alakja a „legkurucabb magyar”, id. Madarász József volt, aki hosszú élete (1814–1915) során 1848-tól haláláig országgyűlési képviselő volt (előtte meg egy alkalommal országgyűlési követ). Radikalizmusát legjobban talán az a tény fejezi ki, hogy egyike volt annak a mindössze hét képviselőnek a 480-ból, akik 1867-ben nemmel szavaztak Ferenc József magyar királlyá koronázásáról és az eseménytől is távol tartották magukat.
A két világháború között Dr. Bajcsy-Zsilinszky Endre megalapította a Nemzeti Radikális Pártot, és az az Országgyűlésbe is bejutott.

## Nézetrendszere
A nemzeti radikalizmus nem kizárólag ideológiai alapon építkező csoportosulás, mint inkább ellenkultúra. Bár képviselői néha alapvető elvi kérdésekben is egymásnak ellentmondó álláspontokat vallanak, mégis közösen alkotnak egyfajta ellenkultúrát – írókkal, zenekarokkal, tömegrendezvényekkel, egyéb kulturális eseményekkel. Pártpolitikai szempontból a jelentősége 1998 és 2002 között tetőzött, amikor akkori vezető pártja, (a MIÉP) bejutott az Országgyűlésbe. Míg a MIÉP elsősorban az idősebb korosztályt szólította meg sikeresen, addig az ezredforduló után aktív nemzeti radikális mozgalmak leginkább a fiatalok között élveztek népszerűséget. 2002-2010 között pedig az MSZP-SZDSZ koalíció vezette kormánnyal szembe helyezkedve inkább az ellenkultúra-szerepük erősödött.
A magyarországi radikális jobboldal rendkívül tagolt, heterogén, ezért nincs egységes programja. A szervezetek csak egyes, kiemelt kérdésekről fogalmazzák meg álláspontjukat – minden esetben politikai hatalom nélkül - a mindenkori aktuális politikai rendszer tagadásaként.
Egyetértésük alapja, hogy elítélik a Magyar Köztársaság 1989-2010 közötti társadalmi berendezkedését (liberális demokrácia), és elengedhetetlennek tartották annak radikális, gyökeres megváltoztatását. A konzervatív jobboldalon egyesek a lassú változásokra építő, fontolva haladás politikáját tartják követendőnek, míg mások egy korábbi korszak - ideálisnak tekintett - értékeihez kívánnak visszatérni. A radikális jobboldalra egyértelműen az utóbbi jellemző. Általában a dualizmus vagy a Horthy-korszak társadalmi modelljét tekintik követendő példának, amihez szerintük vissza kéne térni.
Követeléseik, programjuk felépítése többnyire dichotóm. Általában a liberalizmus valamely kritikáját tartalmazza, és annak okát, valamint a rá adott nemzeti radikális megoldást.
- Államrend: A radikálisok szerint alkotmányos rendszerünk „szélsőségesen liberális”, nem biztosítja a haza érdekeinek megfelelő képviseletét. Megoldásként új alkotmányozást, vagy a meglévő alkotmány komolyabb módosítását tartják szükségesnek. Álláspontjuk szerint a szovjet megszállás után Magyarország elvesztette szuverenitását és legitim, történelmi, Szent Korona-tanra épülő alkotmányát, és mivel az 1989-es az 1949-ben szovjet mintára hozott alkotmány módosítása volt, azt sztálini örökségnek tekintik.[20][21] Az alkotmányozás célja egyes csoportjaik szerint a visszatérés a történelmi alkotmányhoz. Egységesen állítják, hogy a rendszerváltás elmaradt vagy legalábbis megrekedt, ezért „valódi rendszerváltásra” van szükség.[22]
- Sajtószabadság: A radikálisok szerint Magyarországon nincs valódi sajtószabadság, mivel szerintük a balliberális oldalhoz, a jobboldali hatalomközpontosító kormányhoz és a multinacionális tőkéhez köthető üzleti, gazdasági körök pénzügyi erőfölényükkel visszaélve mesterségesen eltorzítják a médiapiacot, így az információk nem áramlanak szabadon. Úgy látják, hogy a média egyes témákat (pl. határon túli magyarok helyzete vagy a cigánybűnözés) elhallgat, tabuként kezel.
- Közbiztonság: A közbiztonság ma Magyarországon szerintük súlyos probléma. Ennek egyik fő oka a radikálisok szerint a cigány kisebbség nem dolgozó, bűnöző rétege által elkövetett bűncselekményekben keresendő, amire a cigánybűnözés fogalmával hivatkoznak. A megoldás módja szerintük általában a büntetések súlyosbítása és a szociális segélyezés visszafogása, a visszaélések megakadályozása. Úgy vélik, hogy ezzel munkára kényszeríthetnék a munkanélküli cigányságot. Programjukban nagy hangsúlyt fektetnek a civil alapon szerveződő „nemzeti önvédelemre”, mellyel a szerintük leépített és az országot megvédeni képtelen Magyar Honvédség egyes feladatait is szeretnék ellátni.[23] A legismertebb ilyen szervezet a Magyar Gárda.
- Európai Unió: Egységesen ellenzik a Magyar Köztársaság uniós tagságát, mert úgy tartják, hogy az csorbítja az ország önrendelkezését. Álláspontjuk szerint a schengeni határnyitás nem oldja meg a trianoni békeszerződés és a határon túli magyarok problémáját, látszatmegoldásnak, figyelemelterelésnek érzik.
- Globalizáció: Harcos antiglobalisták – álláspontjuk szerint azért, mert elsőrendűen fontosnak tartják a hagyományos magyar értékek és a magyar piac védelmét. Súlyos problémának tartják az idegen, különösen a zsidó tőke magyarországi térhódítását.
- Környezetvédelem: Hasonlóan a társadalom számos más csoportjához a radikális jobboldal is fontosnak tartja a környezetvédelmet, de általában konkrétumok nélkül. Nagy hangot kapott a Verespatak megmentéséért vívott küzdelem. Említendő még a margitszigeti fakivágások elleni tiltakozás vagy a génkezelt áruk kitiltásának követelése.
- Nemzetpolitika: Ez az, amit mindennél fontosabbnak tartanak. Fontos célkitűzésük a magyarság fogyásának megállítása – egyes szervezeteik abortuszellenesek (pro-life). Hangsúlyozzák szolidaritásukat a határon túl élő magyarsággal, fontosnak tartják az elszakadt nemzettestben élők felkarolását, a magyar érdekek következetes végigvitelét akár más államokkal, különösen Szlovákiával, Romániával, Szerbiával és Ukrajnával szemben. Ideológiájuk fontos pontja a trianoni békeszerződés kérdésköre: jelszavaik közt állandóan szerepel a Magyarországot ért igazságtalanság orvoslása. Támogatják a határon túli magyarok függetlenedését, autonómiatörekvéseiket.[24][25][26] Szervezeteik igyekeznek átnyúlni az országhatárokon, egységként tekinteni a Kárpát-medencei magyarságra.
- Kultúra: Nagyon fontosnak tartják a nemzeti identitás erősítését, a magyar kultúra ápolását, a magyar nyelv védelmét. Ellenzik a liberális oktatáspolitikát. Sokuk szkeptikusan, lenézően viszonyul a modern művészetekhez, mert úgy tartják, hogy az hanyatlás az azt megelőző korok fennkölt, méltóságteljes művészetéhez képest.

### Történelemszemlélet
A magyar radikálisok történelemszemlélete alapvetően két fő ponton tér el a „hivatalos” állásponttól: más a véleményük a magyar őstörténetről és máshogy ítélik meg a 20. század eseményeit.
- Sokan a magyarságra erőltetett nézetnek tartják, ezáltal elvetik a finnugor nyelvrokonság elméletét, sokan úgy vélik, hogy ez „rossz hatással van” a magyarság öntudatára. Számos nemzeti radikális a hun-magyar rokonság vagy azonosság híve. Badiny Jós Ferenc és követői munkássága nyomán népszerű a sumér és a magyar nyelv rokonságának elképzelése, valamint a kettős honfoglalás elmélete is. A kereszténység felvételét különbözőképpen ítélik meg: a többség a magyarságot ezer éven át összetartó erőt látja benne, egyesek azonban az ősi magyar kultúra elpusztítóját – utóbbiak az államalapítás előtti szimbólumrendszerhez kötődnek. Más elméletek szerint a magyarság már Szent István uralkodása előtt kapcsolatba került a kereszténységgel, felvette azt, így az eleve szervesen beépült a magyarság kultúrájába.

A magyar nemzeti radikálisok általában tisztelik Horthy Miklóst, felvállalják szellemi és politikai örökségét. Ezen kívül általában pozitív személyként tekintenek például Apponyi Albertre és Tisza Istvánra, de gyakorinak nevezhetőek a Bajcsy-Zsilinszky Endre nacionalista és antifasiszta elméletének követői is. Az 1956-os forradalomra tisztelettel tekintenek, máig érvényes példaként gondolnak rá. Több egykori felkelő most nemzeti radikális szervezetekben politizál. Az '56-ot nem ritkán ellenforradalomnak nevezik, de nem abban a negatív kicsengésű értelemben, ahogy a szocializmus idején használták, hanem úgy tartják, hogy annak célja Magyarország normális társadalmi berendezkedésbe visszaforgatása volt.

### Társadalomszemlélet
A nemzeti radikálisok – a kereszténydemokrata és jobbközép konzervatív pártokkal egyezően – a családot tartják a társadalom alapegységének, annak védelme különösen fontos helyet foglal ez nézetrendszerükben. (szemben az individualista, liberális felfogással, miszerint a társadalom alapegysége az egyén.)
A nemzeti radikálisok az ország nemzetállam jellegét hangsúlyozzák.
A nemzeti radikálisok eszméi közt nem központi elem sem az antiszemitizmus, sem a rasszizmus, bár a külső szemlélők szerint feltűnően sok köztük a rasszista – különösen az antiszemita és a cigánygyűlölő. Egyes szervezetek kampányokkal és rendezvényekkel próbálják javítani a róluk kialakult képet.

### Gazdaságszemlélet
A nemzeti radikalizmus nézetrendszerébe keveredett számos olyan elem is, amiket közgondolkodás hagyományosan baloldalhoz köthetőnek tart – mint például a „romantikus antikapitalizmus”, vagy a globalizációellenesség. Magát a piacgazdaságot azonban nem tekintik ellenségnek, inkább csak embertelen mellékhatásait kívánják mérsékelni, visszafogni, amelyeket vadkapitalizmusnak neveznek.
A nemzeti radikalizmus gazdasági kérdésekben globalizáció-ellenességet hirdet, a hazai termelők, a kis- és középvállalatok erősítését, védelmét szorgalmazza. Ellenzi a nemzetközi nagyvállalatok túlzott hazai betelepülését.
Megadóztatnák a nagyobb jövedelmeket, kétkulcsos adórendszer helyett progresszívabb szja-rendszert akarnak. Habár a multik „móresre tanításáról” beszélnek, programjuk szerint mindössze esélyegyenlőséget teremtenének a külföldi és hazai vállalkozások közt. Megszüntetnék a külföldiek adómentességét, de átmeneti szabályozással segítenék őket, hogy beilleszkedjenek a hazai adókörnyezetbe, és korlátoznák a külföldiek termőföldvásárlását.

## Pártok, szervezetek
A rendszerváltás után kialakult belpolitikai palettán a nemzeti radikális pártok főként a Fidesztől jobbra állókat és a Fidesz-tábor radikálisabb szavazóit próbálják megszólítani. Ilyen párt volt az 1993-től 2021-ig létező Magyar Igazság és Élet Pártja (MIÉP), majd a tíz évvel később, 2003-ban létrejött Jobbik Magyarországért Mozgalom. (Amely 2018-ban szakított a radikalizmussal.) Egyesek szerint ilyen volt még az 1996–2002 közti (Giczy–Bartók-féle) Kereszténydemokrata Néppárt (KDNP) is. Megemlítendő még a Független Kisgazdapárt (FKgP) is, mivel sokáig összefogtak más radikális pártokkal is. A 2020-as években a 2018-ban létrejött, Jobbikból kivált Mi Hazánk Mozgalom sorolja magát ebbe a kategóriába.
Széles körben ismertté vált radikális szervezet még a 2006-os tiltakozások során a legnagyobb, kossuth téri tüntetést szervező Magyar Nemzeti Bizottság 2006 és a szintén az akcióival ismertté vált Hatvannégy Vármegye Ifjúsági Mozgalom, illetve a Jobbikkal egykor szoros kapcsolatot ápoló Magyar Gárda. A gárdához hasonló szervezetek még az Új Magyar Gárda, a Magyar Nemzeti Gárda, a Nemzeti Őrsereg, az Őrző Magyar Gárda Mozgalom, a Szebb Jövőért Polgárőr Egyesület, a Véderő, a Betyársereg, a Pannon Nemzeti Gárda, és a Toroczkai László által 2018-ban létrehozott Nemzeti Légió. 

### Magyar nemzeti radikalizmus a határon túl
A nemzeti radikális civil mozgalmaknak (pl. a Hatvannégy Vármegye Ifjúsági Mozgalom) számtalan szervezete van a magyar Szent Korona országainak többségében magyarok lakta területein.
A legismertebb nemzeti rock zenekarok – például a Kárpátia, Ismerős Arcok – rendszeresen szerveznek nagy érdeklődéssel fogadott koncerteket a határon túli magyaroknak.

## Ellenkultúra
A nemzeti radikális szervezetek sajátos ellenkultúrája szavakban szembehelyezkedik a fogyasztói társadalom alapjaival és a liberális, vagy általa liberálisnak vélt, tartott elvekkel. Az első jelentősebb nemzeti radikális rendezvény a Toroczkai László által életre hívott kulturális és könnyűzenei fesztivál, a Magyar Sziget volt – ezt a Sziget Fesztivál mintájára, annak ellenpárjaként szervezték meg. Az ezredforduló évében megrendezett első fesztiválon mindössze néhány száz fiatal vett részt, 2006-ban már tízezer körüli volt a látogatók száma. 2010 körül több más nemzeti radikális fesztivált is szerveztek. (Például: Kárpátfeszt, EMI-tábor), valamint több országos, önmagát nemzeti radikálisnak meghatározó politikai és kulturális folyóirat indult.

### Nemzeti radikális média
A nemzeti radikális média jórészt az interneten szerveződik, emellett jelentős a nyomtatott sajtó, mely hetilapokból, illetve még ritkábban (kéthetente-havonta) megjelenő kiadványokból áll. Az internetes adókat leszámítva tévé- vagy rádiócsatorna nincs. A nemzeti radikálisok saját médiumaik mellett a fősodratú jobboldali médiát (például Hír TV, Echo TV, Magyar Nemzet, Magyar Hírlap, Heti Válasz, Magyar Demokrata, Lánchíd Rádió) is kedvelik. A nemzeti radikális média több szempontból is elüt a média fősodrától. Nincsenek nagy, országos médiumai, aminek fő oka a kezdőtőke hiánya és a hirdetők alacsony száma – ezek rendszerint magyar kisvállalkozások, üzletek. Hangneme, tartalma is más: gyakran közöl olyan híreket, amelyeket a fősodratú média nem kap fel vagy elhallgat. Szóhasználata kemény, szókimondó, provokatív, igyekszik a politikai korrektség elveinek szándékosan minél kevésbé megfelelni.
A legismertebb radikális jobboldali weboldal a kuruc.info. A 2004-ben indult hírportál elsősorban provokatív stílusával, szélsőjobboldali vonásaival és a személyes adatokkal való rendszeres visszaéléseivel tűnik ki a többi közül. Akciói miatt többször került országos figyelem középpontjába, betiltását Gyurcsány Ferenc miniszterelnök is kezdeményezte, de mivel a szervere nem Magyarországon van, jogi úton nem sikerült eredményesen fellépni ellene, végül a magyar titkosszolgálat közbelépése miatt kényszerültek egy hónapos leállásra 2008 július-augusztusában.
További radikális jobboldali internetes híroldalak voltak a Jobbik-közeli alfahir.hu (korábbi nevén barikád.hu, mely 2009 júniusában nyomtatott magazint indított), a Nemzeti Hírháló, a JobbHírek és a hunhír.hu. Bár nem híroldal, jelentős médium volt a Tomcat nevével fémjelzett, már megszűnt Bombagyár közösségi blog, amely írások mellett Bombagyár Rádió néven hetente 2–2,5 órában blográdiót üzemeltetett, alkalmanként Bombagyár TV néven videó összeállításokat is közölt a egyes eseményekről.
A Hatvannégy Vármegye Ifjúsági Mozgalom saját hetilapja a Magyar Jelen. Jelentős nemzeti radikális magazin a havonta megjelenő, magát gondolkodó magyarok lapjaként aposztrofáló Kárpátia magazin és a Kapu magazin. További hetilapok a Magyar Világ, az önmagát Csurka István lapjaként megnevező Magyar Fórum, illetve a Nemzetőr. Jelentős nemzeti radikális webrádió a Szent Korona Rádió, mely kizárólag magyar zenét játszik, főleg nemzeti rockzenét. A rádió 2008-ban a zene.hu közönségszavazásán elnyerte a legnépszerűbb webrádió címet.

### Nemzeti rock
A nemzeti radikális értékrendet az ifjúságnak manapság leginkább a nemzeti rock közvetíti. A stílus a 2000-es években indult virágzásnak, zenéjében a népzenei hagyományok keverednek a rockzenével. A vele gyakran összemosott skinhead szubkultúránál jóval tágabb a közönsége, több koncert tömegrendezvénynek számít. Az együttesek gyakran koncerteznek a határon kívül, a történelmi Magyarország különböző pontjain.